# Villers-le-Sec (Mosa)
 Villers-le-Sec  es una población y comuna francesa, en la región de Lorena, departamento de Mosa, en el distrito de Bar-le-Duc y cantón de Montiers-sur-Saulx.

## Demografía
| 190 | 181 | 156 | 170 | 155 | 133 |
| Para los censos de 1962 a 1999 la población legal corresponde a la población sin duplicidades (Fuente: INSEE [Consultar]) |     |     |     |     |     |